# Basil Harry Losten
Basil Harry Losten (* 11. Mai 1930 in Chesapeake City, Maryland; † 15. September 2024 in Stamford) war ein US-amerikanischer Geistlicher und ukrainisch griechisch-katholischer Bischof von Stamford.

## Leben
Basil Harry Losten empfing am 10. Juni 1957 durch den Apostolischen Exarchen in den Vereinigten Staaten, Constantine Bohachevsky, die Priesterweihe und er wurde in den Klerus der Ukrainischen griechisch-katholischen Kirche in den USA (ab 1958 Erzeparchie Philadelphia) inkardiniert.
Papst Paul VI. ernannte ihn am 15. März 1971 zum Titularbischof von Arcadiopolis in Asia und zum Weihbischof in Philadelphia. Die Bischofsweihe spendete ihm der Erzbischof von Philadelphia, Ambrozij Andrew Senyshyn OSBM, am 25. Mai desselben Jahres; Mitkonsekratoren waren Michael Joseph Dudick, Bischof von Passaic, und Jaroslav Gabro, Bischof von Saint Nicolas of Chicago.
Am 20. September 1977 berief ihn Paul VI. zum Bischof von Stamford; am 7. Dezember desselben Jahres wurde er in das Amt eingeführt. Am 3. Januar 2006 nahm Papst Benedikt XVI. sein aus Altersgründen vorgebrachtes Rücktrittsgesuch an.